# Robert Stevenson (regisseur)
Robert Stevenson (Buxton (Derbyshire), 31 maart 1905 – Santa Barbara (Californië), 30 april 1986) was een Brits filmregisseur. Hij is bekend van de film Mary Poppins uit 1964, de verfilming van Mary Poppins voor The Walt Disney Company.  Deze film leverde hem een nominatie op voor de Academy Award voor beste regisseur.  Hij zou verder voor Walt Disney Pictures blijven werken.

## Selectie van geregisseerde films
- 1937: King Solomon's Mines
- 1943: Forever and a Day
- 1957: Old Yeller
- 1961: The Absent-Minded Professor
- 1964: Mary Poppins
- 1968: The Love Bug
- 1971: Heksen & Bezemstelen
- 1974: Herbie Rides Again

- Biblioteca Nacional de España: XX1288047
- Bibliothèque nationale de France: cb13900055d (data)
- Gemeinsame Normdatei: 135615992
- International Standard Name Identifier: 0000 0000 8077 8891
- Library of Congress Control Number: no92028191
- Nationale Bibliotheek van Tsjechië: pna2009505182
- Nationale Bibliotheek van Israël: 987007319431405171
- Nederlandse Thesaurus van Auteursnamen: 073318019
- Istituto Centrale per il Catalogo Unico: REAV096116
- SNAC: w6w38dpw
- Système universitaire de documentation: 115595740
- Trove: 928234
- Virtual International Authority File: 76501576
- WorldCat: E39PBJq6WcGm3DmKYy7c8xqPcP